# Konstantin Jurjewitsch Golowskoi
Konstantin Jurjewitsch Golowskoi (russisch Константин Юрьевич Головской; * 25. April 1975 in Moskau) ist ein ehemaliger russischer Fußballspieler auf der Position eines Mittelfeldspielers.

## Karriere
Konstantin Golowskoi begann seine Karriere im Jahr 1996 beim russischen Verein Spartak Moskau. 1999 wechselte er zum FK Dynamo Moskau. Von 2002 bis 2004 spielte er in Bulgarien für Lewski Sofia. Weitere Station war 2004 Terek Grosny aus Russland. 2005 wurde er vom kasachischen Verein Zhenis Astana für zwei Spielzeiten verpflichtet. Von 2007 bis 2010 lief der Mittelfeldspieler für den kasachischen Erstligisten FK Aqtöbe auf, mit dem er 2007, 2008 und 2009 die kasachische Meisterschaft gewinnen konnte.

## Erfolge
- Russischer Meister: 1996, 1997, 1998
- Bulgarischer Meister: 2001, 2002
- Kasachischer Meister: 2007, 2008, 2009 (mit dem FK Aqtöbe)